# Tahir (przedsiębiorca)
Tahir (ur. jako Ang Tjoen Ming; ur. 26 marca 1952 w Surabai) – indonezyjski przedsiębiorca i filantrop; założyciel konglomeratu Mayapada Group.
Jego majątek szacowany był w 2021 r. na 3,3 mld USD.